# Parco nazionale della Tijuca
Il parco nazionale della Tijuca (in portoghese: Parque Nacional da Tijuca) fu istituito nel 1961 per tutelare l'area montuosa del massiccio della Tijuca, a Rio de Janeiro. Al suo interno si trovano la Pedra da Gávea, il Corcovado e il Picco della Tijuca, punto culminante del parco a 1022 metri di altitudine. 
Il parco nazionale fu istituito per tutelare la foresta pluviale della Tijuca, quella che viene considerata la foresta urbana più grande la mondo, su una superficie a terra di circa 32 km².

## Posizione
La Foresta condivide il nome con i bairros Tijuca e Barra da Tijuca, quartieri da cui si può accedere al parco. La Foresta crea una barriera naturale tra la zona ovest di Rio de Janeiro e la zona sud, nord e centrale. Inoltre, divide la zona nord dalla zona sud. 

## Storia
La Foresta della Tijuca è nata a seguito di una riforestazione voluta da Manuel Gomes Archer che alla fine del XIX secolo ripiantò circa 60.000 piante endemiche ed esotiche. L'impegno per la riforestazione fu sostenuto anche dall'imperatore Pietro II del Brasile, preoccupato per la quasi totale distruzione della foresta a seguito dall'espansone del tessuto urbano e delle coltivazioni di zucchero e caffè; la distruzione della foresta inoltre stava intaccando anche le risorse di acqua potabile della zona.
L'istituzione del parco nazionale risale al 1961. Questo parco va a proteggere quello che è conosciuto come la grande estensione della mata atlantica, foresta nativa della zona costiera del sud est brasiliano. Nel 1992 l’UNESCO ha dichiarato la foresta atlantica una "riserva della biosfera" e nel 2012 sempre l’UNESCO ha iscritto alla lista dei siti patrimonio dell’umanità il sito “Rio de Janeiro, paesaggi Carioca tra la montagna ed il mare”.
Attualmente il Parco nazionale di Tijuca è sotto la responsabilità dell’ICMBio (Instituto Chico Mendes de Conservação da Biodiversidade), dello Stato di Rio de Janeiro e del Municipio di Rio de Janeiro.

## Attrazioni
La Foresta ha una serie di attrazioni come la Corcovado Rack Railway, linea ferroviaria che sale sulla cima del Corcovado, dove si collaca il Cristo Redentore. Inoltre, si possono visitare diverse cascate, come la Cascatinha Taunay e la Cascata Gabriela, la formazione rocciosa Pedra da Gávea e la vetta Pico da Tijuca, punto culminante del parco a 1022 metri di altitudine.
All'interno del parco si può trovare la Vista Chinesa, belvedere in stile orientale che fa da punto panoramico per ammirare gran parte della zona sud di Rio de Janeiro, e una cappella del XIX secolo, la Capela Mayrink. Altro punto panoramico è l'enorme tavolo di granito chiamato Mesa do Imperador.
Il parco ricopre circa il 3,5% della superficie del municipio di Rio de Janeiro e si divide in 4 settori non totalmente contigui tra loro:
- Settore Foresta di Tijuca
- Settore Serra da Carioca (dove si trova il Corcovado)
- Settore Pretos Forros/Covanca
- Settore PedraBonita/Pedra da Gávea

## Biodiversità
La foresta della Tijuca ospita flora e fauna tipica della mata atlantica.